# Célula ganglionar
As células ganglionares retinianas são um tipo de neurônio encontrado na retina.
As células ganglionares constituem a única saída de informações visuais da retina, uma vez que seus axônios se unem e formam o nervo óptico. Esse tipo celular recebe contatos diretos de células bipolares e células amácrinas formando as chamadas tríades sinápticas. As células ganglionares fazem parte da "via vertical" de informações visuais. Essa via é formada por fotorreceptores, células bipolares e células ganglionares, tendo como principal neurotransmissor o glutamato.